# 国家煤矿安全监察局
国家煤矿安全监察局，标准简称煤矿安监局，亦简称国家煤监局，是已撤销的国务院部委管理的国家局，由应急管理部管理，行使行政执法职能，依照法律、法规统一履行全国煤矿安全监察职能。

## 沿革
1999年12月成立国家经贸委管理的国家煤矿安全监察局。
2000年12月31日国务院办公厅下发了《关于印发国家安全生产监督管理局（国家煤矿安全监察局）职能配置内设机构和人员编制规定的通知》。“三定”规定说，设立国家安全生产监督管理局，国家煤矿安全监察局与其一个机构两块牌子。2001年2月，国家安全生产监督管理局挂牌，由国家经贸委管理。
2003年3月，十届全国人大一次会议通过国务院机构改革方案，把国家安全生产监督管理局（国家煤矿安全监察局）设置为国务院直属机构，主管全国安全生产综合监督管理和煤矿安全监察工作。
2005年2月23日，国务院常务会议决定将副部级的国家安全生产监督管理局升为正部级的国家安全生产监督管理总局，并且专设由总局管理的国家煤矿安全监察局，提升监察管理部门的权威，加强煤炭安全生产监督管理。
2018年3月17日第十三届全国人民代表大会第一次会议通过《第十三届全国人民代表大会第一次会议关于国务院机构改革方案的决定》，批准《国务院机构改革方案》。方案规定：“组建应急管理部。将国家安全生产监督管理总局的职责，国务院办公厅的应急管理职责，公安部的消防管理职责，民政部的救灾职责，国土资源部的地质灾害防治、水利部的水旱灾害防治、农业部的草原防火、国家林业局的森林防火相关职责，中国地震局的震灾应急救援职责以及国家防汛抗旱总指挥部、国家减灾委员会、国务院抗震救灾指挥部、国家森林防火指挥部的职责整合，组建应急管理部，作为国务院组成部门。中国地震局、国家煤矿安全监察局由应急管理部管理。公安消防部队、武警森林部队转制后，与安全生产等应急救援队伍一并作为综合性常备应急骨干力量，由应急管理部管理。不再保留国家安全生产监督管理总局。”
2018年9月13日，《中共中央办公厅 国务院办公厅关于调整国家煤矿安全监察局职责机构编制的通知》称，“国家煤矿安全监察局职业安全健康监督管理职责划入国家卫生健康委员会，原国家安全生产监督管理总局综合监督管理煤矿安全监察职责划入国家煤矿安全监察局”。
2020年9月22日，《国家矿山安全监察局职能配置、内设机构和人员编制规定》施行，国家煤矿安全监察局更名为国家矿山安全监察局。
2020年12月10日，正式更名为国家矿山安全监察局。

## 职责
根据《国家煤矿安全监察局主要职责内设机构和人员编制规定》，国家煤矿安全监察局承担下列职能：
1. 研究煤矿安全生产工作的方针、政策，参与起草有关煤矿安全生产的法律、法规，拟定煤矿安全生产规章、规程和安全标准，提出煤矿安全生产规划和目标。
2. 按照国家监察、地方监管、企业负责的原则，依法行使国家煤矿安全监察职权。依法监察煤矿企业贯彻执行安全生产法律、法规情况及其安全生产条件、设备设施安全和作业场所职业卫生情况，负责职业卫生安全许可证的颁发管理工作;对煤矿安全实施重点监察、专项监察和定期监察，对煤矿违法违规行为依法作出现场处理或实施行政处罚。
3. 组织或参与煤矿重大、特大和特别重大事故调查处理，负责全国煤矿事故与职业危害的统计分析，发布全国煤矿安全生产信息。
4. 指导煤矿安全生产科研工作，组织对煤矿使用的设备、材料、仪器仪表的安全监察工作。
5. 负责煤矿安全生产许可证的颁发管理和矿长安全资格、煤矿特种作业人员（含煤矿矿井使用的特种设备作业人员）的培训发证工作。
6. 组织煤矿建设工程安全设施的设计审查和竣工验收，对不符合安全生产标准的煤矿企业进行查处。
7. 检查指导地方煤矿安全监督管理工作，对地方贯彻落实煤矿安全生产法律法规、标准，关闭不具备安全生产条件矿井，煤矿安全监督检查执法，煤矿安全生产专项整治、事故隐患整改及复查，煤矿事故责任人的责任追究落实等情况进行监督检查，并向有关地方人民政府及其有关部门提出意见和建议。
8. 组织、指导和协调煤矿应急救援工作。
9. 承办国务院、国务院安全生产委员会及国家安全生产监督管理总局交办的其他事项。

## 机构设置
根据《国家煤矿安全监察局主要职责内设机构和人员编制规定》，国家煤矿安全监察局内设机构为副司局级，设置下列机构：

### 内设机构
- 办公室
- 安全监察司
- 事故调查局
- 科技装备司
- 行业安全基础管理指导司

### 派出机构
- 北京煤矿安全监察局
- 河北煤矿安全监察局
- 山西煤矿安全监察局
- 内蒙古煤矿安全监察局
- 辽宁煤矿安全监察局
- 吉林煤矿安全监察局
- 黑龙江煤矿安全监察局
- 江苏煤矿安全监察局
- 安徽煤矿安全监察局
- 福建煤矿安全监察局
- 江西煤矿安全监察局
- 山东煤矿安全监察局
- 河南煤矿安全监察局
- 湖北煤矿安全监察局
- 湖南煤矿安全监察局
- 广西煤矿安全监察局
- 重庆煤矿安全监察局
- 四川煤矿安全监察局
- 贵州煤矿安全监察局
- 云南煤矿安全监察局
- 陕西煤矿安全监察局
- 甘肃煤矿安全监察局
- 青海煤矿安全监察局
- 宁夏煤矿安全监察局
- 新疆煤矿安全监察局
- 新疆生产建设兵团煤矿安全监察局

## 历任领导
局长
- 赵铁锤（2005年2月－2012年2月）
- 付建华（2012年2月－2015年1月）
- 黄玉治（2015年1月－2020年9月）